# Мазицька Жанна Анатоліївна
Жа́нна Анато́ліївна Мази́цька (* 10 січня 1962, смт Кріпенський, нині в Антрацитівському районі Луганської області) — українська журналістка, виконавчий директор Філії Національної телекомпанії України «Центральна дирекція канал „Культура“». Заслужений журналіст України (2007).

## Життєпис
Народилася в смт Кріпенський, що входить нині до Антрацитівської міської ради Луганської області. Закінчила факультет журналістики Київського державного університету імені Тараса Шевченка за спеціальністю журналістика, Одеський національний університет імені І. І. Мечникова, Одеський регіональний інститут державного управління.
Працювала редактором кількох одеських видань, старшим редактором творчого об'єднання «Культура» Одеської обласної державної телерадіокомпанії. У 2003—2007 роках — генеральний директор Одеської ОДТРК, від 2007-го — генеральний директор ДТРК «Культура» (з 2015-го, після реформування державного телебачення — виконавчий директор Філії Національної телекомпанії України «Центральна дирекція канал „Культура“»). Згодом заступниця директора департаменту регіонального розвитку ПАТ «НСТУ».

## Громадська діяльність
Член правління Товариства «Знання» України (шосте скликання).
Член головного журі Телевізійного фестивалю «Відкрий Україну!» (2008, 2010, 2011). Член журі телевізійних програм Всеукраїнського фестивалю телевізійних і радіопрограм «Кобзар єднає Україну» (м. Черкаси, 2015).
Від початку 2000-х років — активна учасниця проведення й висвітлення доброчинних акцій преси, зокрема міжнародних автопробігів журналістів, традиційного всеукраїнського семінару «Культура мови — культура нації» та деяких інших проєктів Всеукраїнського благодійного фонду «Журналістська ініціатива».
Член комітету з присудження Премії Кабінету Міністрів України імені Лесі Українки за літературно-мистецькі твори для дітей та юнацтва (2018).

## Нагороди, відзнаки
- Орден княгині Ольги 3-го ст. (2013)[6].
- Почесне звання «Заслужений журналіст України» (2007)[7].